# Isabelle Patissier

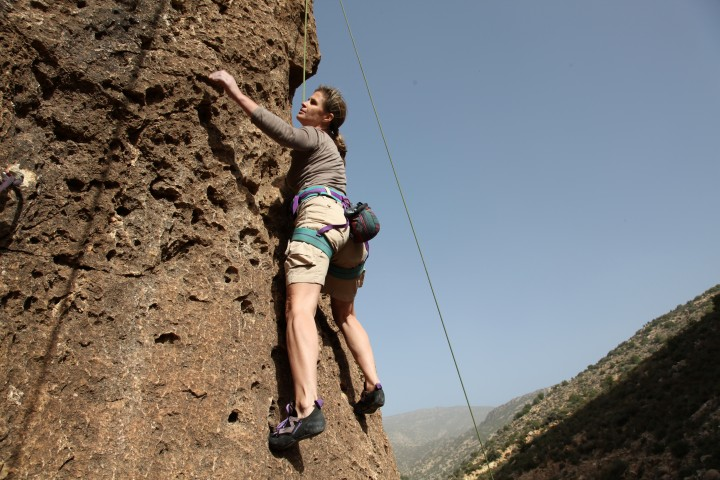
Isabelle Patissier na naturalnej ścianie wspinaczkowej w prowadzeniu.

Isabelle Patissier (ur. 1 marca 1967 w Sainte-Foy-lès-Lyon w departamencie Rodan) – francuska wspinaczka sportowa specjalizująca się w boulderingu, prowadzeniu oraz  kierowca rajdowy. Wicemistrzyni świata we wspinaczce sportowej w konkurencji prowadzenia z 1991 oraz brązowa medalistka z 1993 roku. Wicemistrzyni Europy z 1992 roku z Frankfurtu nad Menem.

## Kariera sportowa
W 1991 we Frankfurtu nad Menem zdobyła srebrny medal na mistrzostwach świata we wspinaczce sportowej w prowadzeniu. W 1993 roku we Innsbrucku zdobyła brązowy medal na 2. mistrzostwach świata.
W 1992 na mistrzostwach Europy również we Frankfurcie wywalczyła srebrny medal w prowadzeniu.
Uczestniczka, medalistka zawodów wspinaczkowych Sportroccia we włoskiej miejscowości Bardonecchia.
W 1991 roku wygrała prestiżowe, elitarne zawodów wspinaczkowych Rock Master we włoskim Arco, a w latach 1988, 1989, 1990 oraz w 1992 zdobyła srebrne medale. 
Po zakończeniu kariery wspinaczkowej została kierowcą rajdowym. Uczestniczka Rajdu Dakar w latach 2002-2012

## Osiągnięcia

### Mistrzostwa świata
| Konkurencje | 1991 | 1993 |
| Prowadzenie | 2    | 3    |

### Mistrzostwa Europy
| Konkurencje | 1992 |
| Prowadzenie | 2    |

### Rock Master
| Konkurencje | 1987 | 1988 | 1989 | 1990 | 1991 | 1992 |
| Prowadzenie | 3    | 2    | 2    | 2    | 1    | 2    |

### Sportroccia
| Konkurencje | 1986 | 1988 |
| Prowadzenie | 3    | 2    |

## Życie prywatne
W 1993 r. poślubiła prezentera telewizyjnego również byłego kierowcę rajdowego Nicolasa Hulota z którym się rozwiodła w 1996. Później wyszła za mąż za swojego drugiego pilota rajdowego / mechanika Thierry'ego Delli-Zottiego.